# Jakobs Svärdsorden

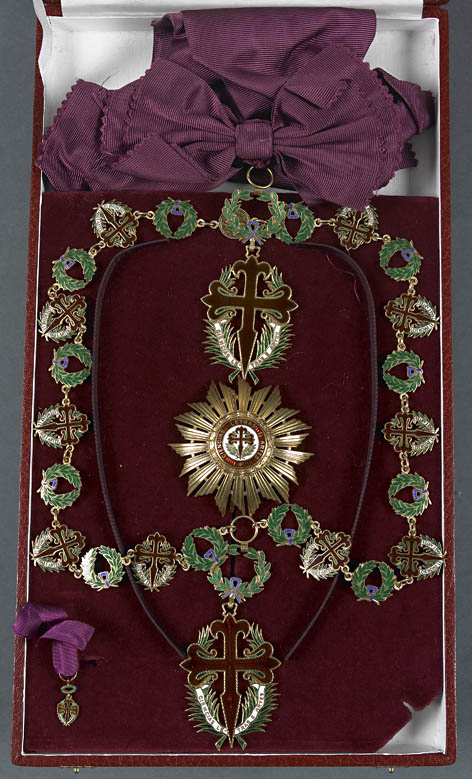
Ordens tecken

Jakobs Svärdsorden (portugisiska: Ordem Militar de Sant'Iago da Espada), är en portugisisk orden som härleder sitt ursprung från ett brödraskap instiftat 1170 av kung Fernando II av Léon och Galicien. Två år senare grundade Alfons I en exklusivt portugisisk bransch av orden. Orden är idag en förtjänstorden som utdelas av Republiken Portugal. Den utgör, tillsammans med Avizorden, Kristusorden och Torn- och svärdsorden, Portugals "gamla militärordnar". I början var orden religiös men den sekulariserades år 1789 av drottningen Maria I.

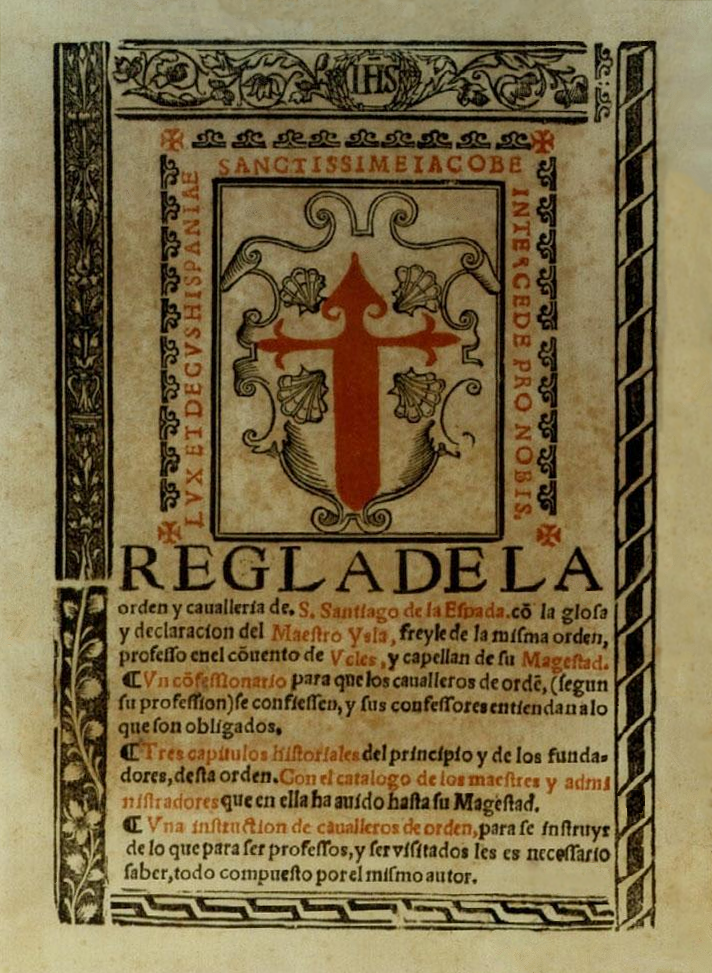
Regla de la orden y cavalleria de S. Santiago de la Espada / co(n) la glosa y declaracion del Maestro Ysla (1547).

Orden består av sex grader:
- Storkedja
- Storkors
- Storofficer
- Kommendör
- Officer
- Riddare/dam